# 든든한 삶
든든한 삶은 대한민국의 방송국 기독교방송의 라디오 채널 CBS 표준FM에서 매주 일요일 낮 1시부터 낮 1시 30분까지 방송됐던 설교 프로그램이다.
2015년 CBS 라디오 가을 개편부터 이 시간에 《장주희의 해피송》이 방송되면서 폐지되었다.

## 담당 목사
- 든든한 교회 장향희 목사

## 같이 보기
- CBS 표준FM